# Ultrazvukově sledovaná transvaginální hydrolaparoskopie

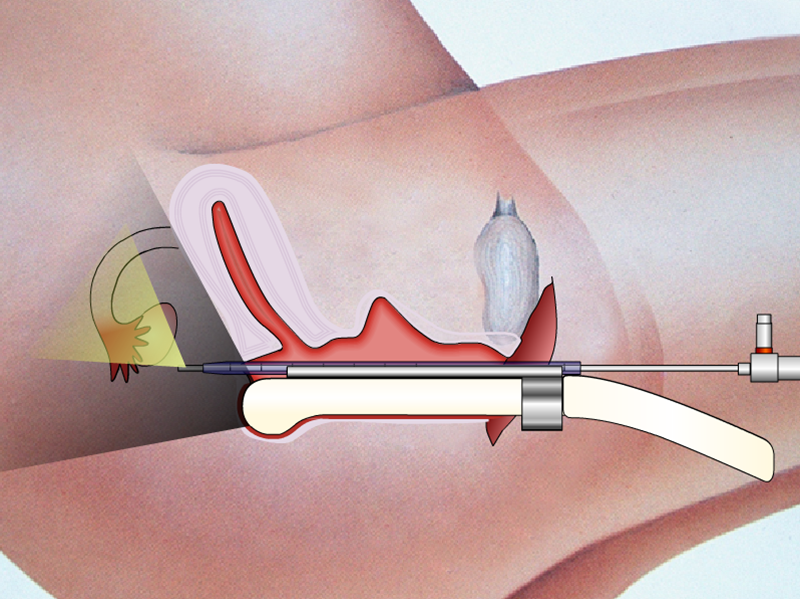
UTHL - sagitální pohled

Ultrazvukově sledovaná transvaginální hydrolaparoskopie (UTHL) je nová metoda vyšetření malé pánve ženy, při které je pomocí tenké optiky zavedené přes zadní klenbu poševní vyšetřen stav ženských pohlavních orgánů. Při vyšetření je kladen důraz zejména na vyšetření průchodnosti vejcovodů. Porucha jejich funkce je totiž častou příčinou ženské neplodnosti. Celý výkon je monitorován ultrazvukem. UTHL je prováděna ambulantně v celkové anestezii. 
UTHL zavedl a poprvé uskutečnil docent Aleš Sobek v centru asistované reprodukce Fertimed v Olomouci.[zdroj?]

## Provedení
V první části výkonu je v celkové narkóze do dělohy zaveden hysteroskop a vyšetřena dutina děložní. Během výkonu se přes vejcovody naplní Douglasův prostor pod dělohou. Následně je pod kontrolou ultrazvuku do depa tekutiny v Douglasově prostoru zavedena jehla a podél ní následně i trokar s optikou. Průběh zavádění je po celou dobu kontrolován ultrazvukem a tak je riziko poranění okolích orgánů minimální. Malá pánev je vyšetřena pomocí 3 mm optiky zavedené přes zadní klenbu poševní, vyšetření průchodnosti je prováděno kontrastní látkou aplikovanou pomocí Schulzeho aparátu přes dutinu děložní.

## Instrumentarium
A – punkční jehla, B – dilatátor, C – trokar, D – operační trokar

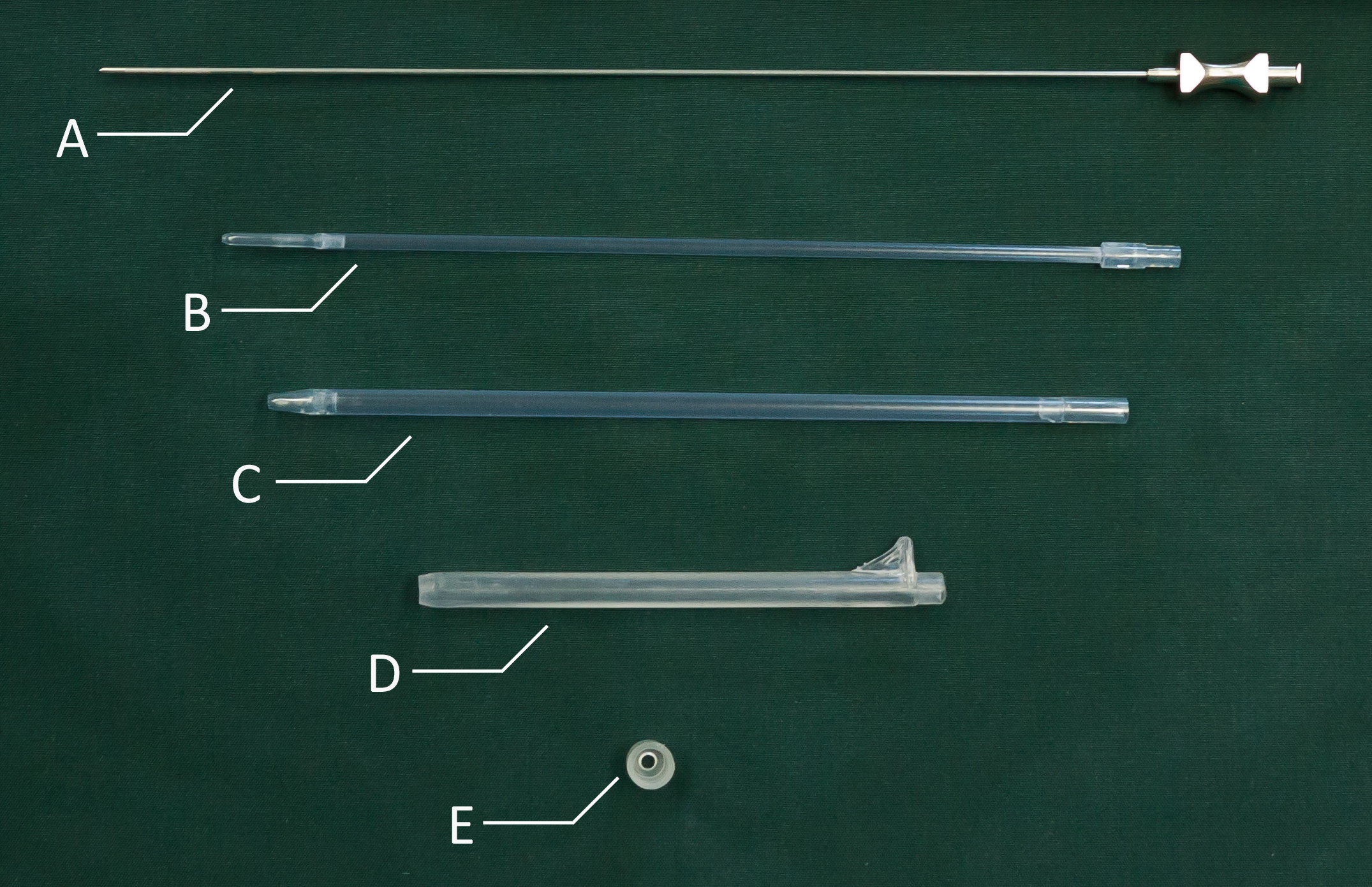
UTHL-nástroje
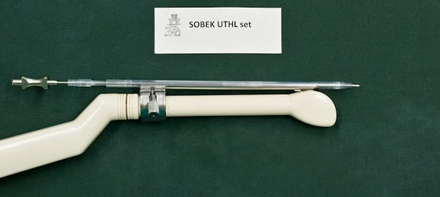
UTHL set

## Výhody
- ultrazvukem kontrolovaný přístup do dutiny břišní
- minimální riziko komplikací
- ambulantní provedení bez nutnosti hospitalizace
- minimální zátěž pro organismus ženy, rychlá rekonvalescence
- velmi malá operační rána, z ní plynoucí minimální kosmetický dopad, žádné jizvy na břiše pacientky
- v následujícím cyklu lze již provádět IVF.

## Komplikace
Zavádění jehly do dutiny břišní je kontrolováno pomocí ultrazvuku a riziko poranění orgánů malé pánve je tak minimální. Přesto je zde, stejně jako např. u laparoskopie, malé riziko poranění střeva nebo dělohy.